# Pilonychiurus delhezi
Genre
Espèce
Synonymes
- Onychiurus  delhezi Stomp, 1983

Pilonychiurus delhezi, unique représentant du genre Pilonychiurus, est une espèce de collemboles de la famille des Onychiuridae.

## Distribution
Cette espèce est endémique d'Algérie. Elle se rencontre dans le gouffre du Petit Boussouil dans le Djurdjura.

## Description
Pilonychiurus delhezi mesure de 1,2 à 1,5 mm.

## Étymologie
Cette espèce est nommée en l'honneur de François Delhez.

## Publications originales
- Stomp, 1983 : Collemboles cavernicoles d'Afrique du nord. 2. (Insecta). Revue Suisse de Zoologie, vol. 90, no 1, p. 191-198 (texte intégral).
- Pomorski, 2007 : Three new genera of Onychiuridae (Collembola). Zootaxa, no 1461, p. 49-58.